# Кронборг
Кронборг (дан. Kronborg) — замок в Данії, поруч з містом Гельсінгер в північно-східній частині острова Зеландія. У цьому місці ширина протоки Ересунн між Данією і Швецією становить всього 4 км, що надавало замку важливе військово-стратегічне значення протягом довгого часу. 30 листопада 2000 року Кронборг був включений до списку об'єктів всесвітньої спадщини ЮНЕСКО, як один з найбільш значущих замків епохи Відродження в Північній Європі.

## Історія

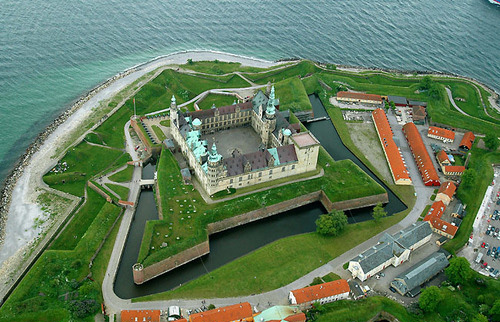
Кронборг з висоти пташиного польоту

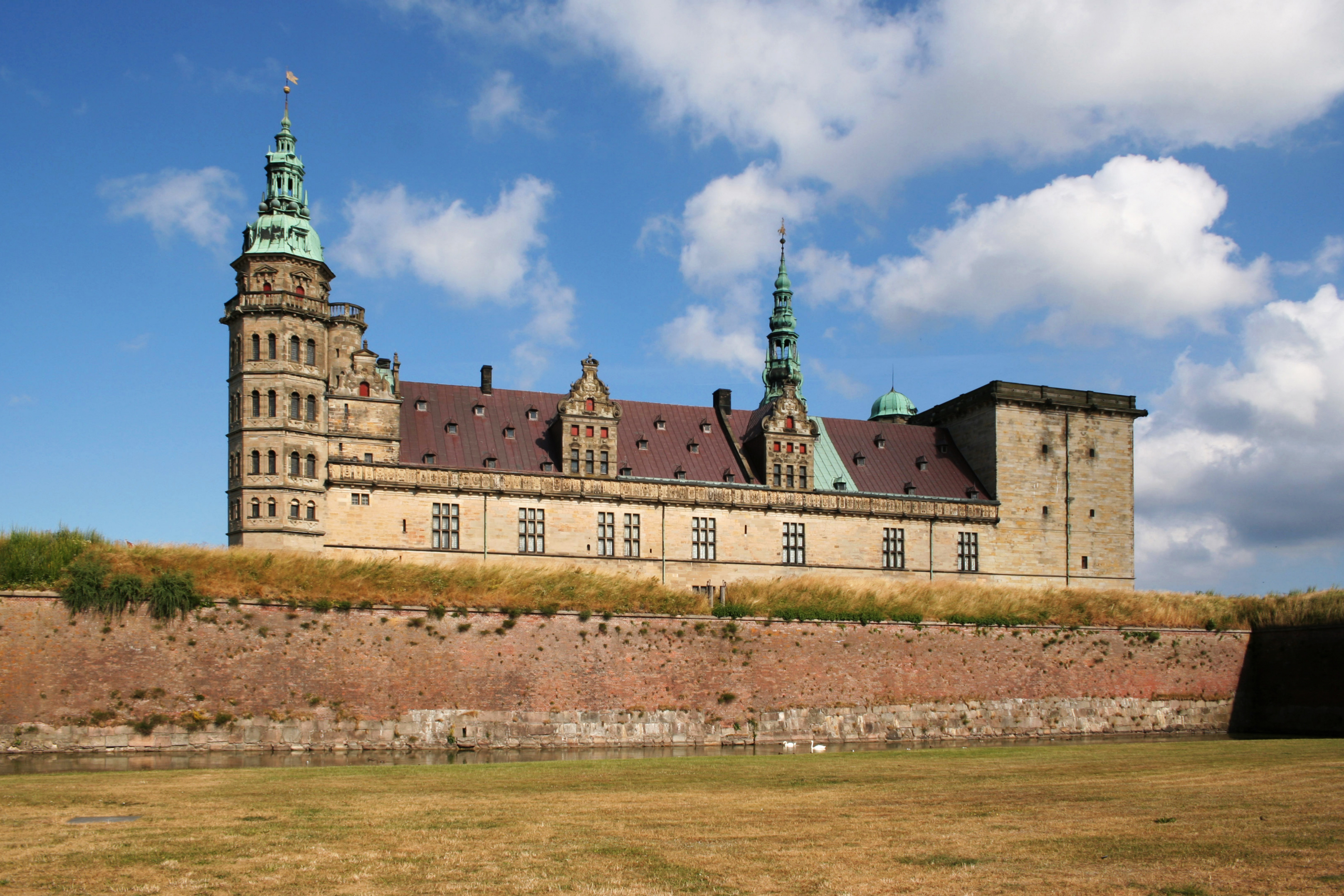
Замок Кронборг

До появи нинішнього замку на його місці розміщувалася фортеця Крог. Її звів у 1420-х роках король Ерік Померанський. Фортеця дозволяла збирати мито з кораблів, що залишають Балтійське море. Тоді вона складалася лише з кількох будівель, обнесених стіною.
Свою нинішню назву Кронборг отримав в 1585 році, коли король Фредерік II перебудував замок, зробивши його одним з найвеличніших європейських замків епохи Відродження.
Кронборг майже повністю згорів 25 вересня 1629 року, стояти залишилася тільки капличка. Зовнішній вигляд замку був відновлений тільки у 1639 році королем Кристіаном IV, але інтер'єри так і не вдалося відтворити повністю.
В 1658 році замок був захоплений шведськими військами під проводом Карла Густава Врангеля. Коли замок знову повернувся у володіння Данії, було вирішено істотно зміцнити наземні підступи до нього, тому в 1688-1691 роках у замку зведено кронверк.
Починаючи з XVIII ст. данська королівська сім'я використовувала замок все рідше і рідше. З 1739 року до середини XIX ст. Кронборг, разом з військовими функціями, виконував роль в'язниці. Ув'язнені охоронялися солдатами гарнізону й виконували роботи з фортифікації. Деяким з них, засудженим за незначні злочини, дозволялося працювати за межами фортечних мурів. В наш час[коли?] підземні каземати замку відкриті для відвідування туристами.
Найвідомішою ув'язненою замку Кронборг стала Кароліна-Матильда Уельська, сестра Георга III і дружина Кристіана VII. Вона пробула в ув'язненні три місяці з 17 січня по 30 квітня 1772 року.
З 1785 по 1924 рік Кронборг повністю перебував під управлінням данських військових. Однак останній солдат покинув фортецю лише в 1991 році, коли був розформований ельсінорський гарнізон, який проіснував з 1425 року.

## Кронборг в культурі

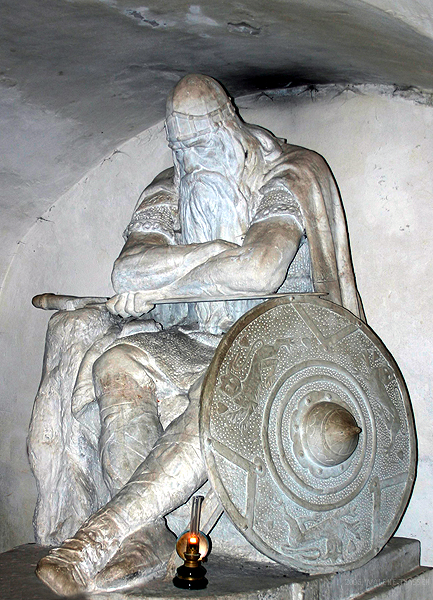
Статуя Ож'є Данця у замку Кронборг

### Гамлет
Замок Кронборг, також широко відомий під ім'ям «Ельсінор», є місцем дії п'єси Шекспіра «Гамлет». Вперше п'єса була поставлена в самому замку лише в 1816 році до 200-річчя від дня смерті драматурга, а ролі в постановці виконували солдати гарнізону. З тих пір п'єса про найзнаменитішого данського принца виконується в замку регулярно.

### Ож'є Данець
Інший легендарний данський принц, Ож'є Данець, згідно з переказами, дрімає десь у глибині підвалів замку Кронборг і готовий прокинутися в будь-який момент, коли Данії загрожуватиме небезпека, щоб захистити рідну землю від ворога.

## Сучасний Кронборг
На сьогодні замок Кронборг є великим туристичним центром Данії. Щорічно його відвідують близько 200 тисяч осіб. Для туристів відкриті укріплення замку, численні кімнати і зали, королівські покої, підземні каземати, каплиця. У 2010 році також відкрився для відвідування Порохової будинок.
З 1915 року в замку розміщений Данський морський музей, який представляє історію данського флоту з часів Відродження до сьогодення. Через кілька років планується переведення музею до нової будівлі, а звільнені приміщення замку будуть використані для нових історичних експозицій.